# Михаило Вукчевић
Михаило Вукчевић  (Дражевци, 12. април 1873 — Врањска Бања, 27. јануар 1945) био је српски професор филозофије, књижевник и преводилац, директор цетињске гимназије и инспектор зетске области. Своја књижевна дела објављивао у бројним часописима, широм Југославије.

## Живот и каријера
Рођен је у Дражевцима, у Љешанској нахији (једној од четири нахије старе Црне Горе) 1873. године. Основну школу учио је код стрица, попа Теше, кога је запопио владика Раде. Школовање је наставио у Подгорици код неког фратра Италијана. У цетињској гимназији завршио је прва три разреда, одакле је истеран због антидинастичког деловања. Матурирао је у Новом Саду 1891. године. Дипломирао је и докторирао у Загребу 1900. године са дисертацијом „О говору у Киреч кеју близу Солуна”.
Као професор службовао је у Солуну (1. 9. 1897 — 4. 12. 1899), Цариграду (од 4. 12. 1899) и Београду (у трговачкој академији и богословији). Од 1925. godine био је директор цетињске гимназије и инспектор зетске области.
У Саборној цркви у Београду 6. новембра 1900. оженио се Зором Симић (1881-1969) из Београда, унуком Николе Хаџи-Поповића по коме се крај Београда зове Хаџипоповац. Имао је четири сина: Властимир, Рајко, Милојко и Боривоје Вукчевић.
Прeминуо је 27. јануара 1945. године у Врањској Бањи

## Књижевно стваралаштво
Михаило Вукчевић, своја књижевна дела, објављивао је под пуним именом и псеудонимом Мило Војводић, а у Омладини потписивао се псеудонимима: Благоје, Н. Петровић, Милић Поповић, В. Чевић, и В–Чевић.
Уређивао је: Цариградски гласник (пет година у два наврата, први пут 1900, а други пут од априла 1905. године),  Календар Голуб.
Сарађивао је у више листова и часописа: 
- Бранково коло (1896, 1900),
- Ново време (1900),
- Просветни гласник (1902),
- Летопис Матице српске (1904–1905),
- Београдске новине (1908, под шифром –S),

Штампао је (1908), Јужни преглед („Последње виђење са Аксентијем Бацетом–Рујанцем”, 1930, 1933), а приредио је за штампу „Живот и обичаји Арбанаса” од Марка Миљанова. Писао је приповетке и сатирично-хумористичке приче, од којих је једну „Разговор безазлена свијета са црногорских посједака” и објавио.
Дописивао се са Симом Матавуљем, са ким је познанство започео у цетињској гимназији 1880-тих година. Зближила их је заједничка нетрпељивост према књазу Николи. Већину Матавуљевих писама објавио је у Цариградском гласнику.
Сачувана су његова писма са путовања по Македонији и писма Љубомиру Ковачевићу 1903. године.